# Арнолд I фон Шайерн
Арнолд I фон Шайерн (Дахау) (на немски: Arnold I. von Scheyern, Arnulf von Dachau; † пр. 26 март 1123) е граф на Дахау.

## Живот
Син е на Ото I фон Шайерн († 1072). Не е ясно коя е майка му, понеже баща му се жени два пъти: за Хазига фон Дисен (Хадегунде) (1040 – 1104) и след това за жена с неизвестно име.
Арнолд наследява от 1104 г. графството Дахау и създава страничната линия фон Шайерн-Дахау-Фалей (von Scheyern-Dachau-Valley).
Той се жени пр. 26 март 1123 г. за Беатрис фон Райперсберг (* ок. 1072, Райперсберг, днес във Фогтаройт;; † сл. 1124) наследничка на графство Дахау, дъщеря на граф Куно фон Райперсберг (* ок. 1044) от династията Луитполдинги.

## Фамилия
Арнолд и Беатрис имат децата:
- Конрад I фон Дахау († сл. 5 ноември 1130)
- Арнолд II фон Дахау († пр. 25 април 1124)
- Фридрих I фон Дахау († пр. 25 април 1124)
- Ото I фон Дахау-Фалай († сл. 1135)
- Беатрикс фон Дахау († сл. 1128), омъжена ок. 1128 г. за граф Бертхолд фон Бургек († пр. 25 октомври 1123), син на граф Куно I фон Лехсгемюнд († 1092/1094) и Матилда фон Ахалм († 1092/1094)